# Podrečje
Podrečje – wieś w Słowenii, w gminie Domžale. W 2018 roku liczyła 419 mieszkańców.